# جبال الألب بليسور
جبال الألب بليسور هي سلسلة جبلية في جبال الألب في شرق سويسرا.